# Campeonato Suíço de Hóquei em Patins
Campeonato Suiço de Hóquei Patins, chamado Liga Nacional A, ou LNA é a mais importante competição de clubes de hóquei sobre patins na Suíça. Ela reúne os 10 melhores equipas do país, que se reúnem durante a fase de qualificação. Após esta fase, os oito melhores argumento de execuções-offs para ganhar o campeonato da Suíça. Os dois últimos vão jogá-los fora contra o primeiro do LNB, a segunda divisão suíça.

## Lista dos vencedores
| Época   | Vencedor    |
| ------- | ----------- |
| 1924-25 | Montreux    |
| 1925-26 | Montreux    |
| 1926-27 | Montreux    |
| 1927-28 | Montreux    |
| 1928-29 | Montreux    |
| 1929-30 | Montreux    |
| 1930-31 | Montreux    |
| 1931-32 | Montreux    |
| 1932-33 | Montreux    |
| 1933-34 | Montreux    |
| 1934-35 | Montreux    |
| 1935-36 | Montreux    |
| 1936-37 | Montreux    |
| 1937-38 | Montreux    |
| 1938-39 | Montreux    |
| 1939-40 | Montreux    |
| 1940-41 | Montreux    |
| 1941-42 | Zürcher RSC |
| 1942-43 | Montreux    |
| 1943-44 | Montreux    |
| 1944-45 | Montreux    |
| 1945-46 | Montreux    |
| 1946-47 | Montreux    |
| 1947-48 | Montreux    |
| 1948-49 | Montreux    |
| 1949-50 | Montreux    |
| 1950-51 | Montreux    |
| 1951-52 | Montreux    |
| 1952-53 | Montreux    |

| Época   | Vencedor    |
| ------- | ----------- |
| 1953-54 | Montreux    |
| 1954-55 | Montreux    |
| 1955-56 | Montreux    |
| 1956-57 | Montreux    |
| 1957-58 | Montreux    |
| 1958-59 | Montreux    |
| 1959-60 | Montreux    |
| 1960-61 | Montreux    |
| 1961-62 | Genève      |
| 1962-63 | Montreux    |
| 1963-64 | Montreux    |
| 1964-65 | Montreux    |
| 1965-66 | Montreux    |
| 1966-67 | RS Zürich   |
| 1967-68 | RS Zürich   |
| 1968-69 | Montreux    |
| 1969-70 | RS Zürich   |
| 1970-71 | RS Zürich   |
| 1971-72 | RS Zürich   |
| 1972-73 | RS Zürich   |
| 1973-74 | RS Zürich   |
| 1974-75 | Montreux    |
| 1975-76 | Montreux    |
| 1976-77 | RS Zürich   |
| 1977-78 | RS Zürich   |
| 1978-79 | RC Zürich   |
| 1979-80 | Thunerstern |
| 1980-81 | Vevey       |
| 1981-82 | Montreux    |

| Época   | Vencedor    |
| ------- | ----------- |
| 1982-83 | Montreux    |
| 1983-84 | Montreux    |
| 1984-85 | Basileia    |
| 1985-86 | Montreux    |
| 1986-87 | Montreux    |
| 1987-88 | Thunerstern |
| 1988-89 | Thunerstern |
| 1989-90 | Thunerstern |
| 1990-91 | Thunerstern |
| 1991-92 | Genève      |
| 1992-93 | Genève      |
| 1993-94 | Thunerstern |
| 1994-95 | Genève      |
| 1995-96 | Genève      |
| 1996-97 | Genève      |
| 1997-98 | Genève      |
| 1998-99 | Uttigen     |
| 1999-00 | Uttigen     |
| 2000-01 | Thunerstern |
| 2001-02 | Uttigen     |
| 2002-03 | Uttigen     |
| 2003-04 | Uttigen     |
| 2004-05 | Thunerstern |
| 2005-06 | Genève      |
| 2006-07 | Wimmis      |
| 2007-08 | Genève      |
| 2008-09 | Weil        |
| 2009-10 | Genève      |
| 2010-11 | Genève      |

| Época   | Vencedor    |
| ------- | ----------- |
| 2011-12 | Friedlingen |
| 2012-13 | Diessbach   |
| 2013-14 | Genève      |
| 2014-15 | Basileia    |
| 2015-16 | Diessbach   |
| 2016-17 | Montreux    |
| 2017-18 | Montreux    |
| 2018-19 | RC Biasca   |
| 2019-20 | Sem Campeão |
| 2020-21 | Sem Campeão |
| 2021-22 | Diessbach   |
| 2022-23 | Diessbach   |
| 2023-24 | Diessbach   |
| 2024-25 | Diessbach   |

## Número de Campeonatos Nacionais por equipas
| Numero | Equipa      | Anos |
| ------ | ----------- | --- |
| 50     | Montreux    | 1924-25, 1925-26, 1926-27, 1927-28, 1928-29, 1929-30, 1930-31, 1931-32, 1932-33, 1933-34 1934-35, 1935-36, 1936-37, 1937-38, 1938-39, 1939-40, 1940-41, 1942-43, 1943-44, 1944-45 1945-46, 1946-47, 1947-48, 1948-49, 1949-50, 1950-51, 1951-52, 1952-53, 1953-54, 1954-55 1955-56, 1956-57, 1957-58, 1958-59, 1959-60, 1960-61, 1962-63, 1963-64, 1964-65, 1965-66 1968-69, 1974-75, 1975-76, 1981-82, 1982-83, 1983-84, 1985-86, 1986-87, 2016-17, 2017-18 |
| 12     | Genève      | 1961-62, 1991-92, 1992-93, 1994-95, 1995-96, 1996-97, 1997-98, 2005-06, 2007-08, 2009-10 2010-11, 2013-14 |
| 9      | RS Zürich   | 1966-67, 1967-68, 1969-70, 1970-71, 1971-72, 1972-73, 1973-74, 1976-77, 1977-78 |
| 8      | Thunerstern | 1979-80, 1987-88, 1988-89, 1989-90, 1990-91, 1993-94, 2000-01, 2004-05 |
| 6      | Diessbach   | 2012-13, 2015-16, 2021-22, 2022-23, 2023-24, 2024-25 |
| 5      | Uttigen     | 1998-99, 1999-00, 2001-02, 2002-03, 2003-04 |
| 2      | Basileia    | 1984-85, 2014-15 |
| 1      | Friedlingen | 2011-12 |
| 1      | Weil        | 2008-09 |
| 1      | Wimmis      | 2006-07 |
| 1      | Vevey       | 1980-81 |
| 1      | RC Zürich   | 1978-79 |
| 1      | Zürcher RSC | 1941-42 |
| 1      | RC Biasca   | 2018-19 |

## Títulos porcantão
| Numero | Cantão          | Equipas                                                                                   |
| ------ | --------------- | ----------------------------------------------------------------------------------------- |
| 51     | Vaud            | Montreux - 50 títulos • Vevey - 1 título                                                  |
| 20     | Berna           | Thunerstern - 8 títulos • Diessbach - 6 títulos • Uttigen - 5 títulos • Wimmis - 1 título |
| 12     | Genebra         | Ginevra - 12 títulos                                                                      |
| 11     | Zurique         | RS Zürich - 9 títulos • RC Zürich - 1 título • Zürcher RSC - 1 título                     |
| 2      | Basileia-Cidade | Basileia - 2 títulos                                                                      |
|        |                 |                                                                                           |
| 2      | Alemanha        | RHC Friedlingen - 1 título • Weil Weil - 1 título                                         |

### Internacional
- hoqueipatins
- Mundook-World Roller Hockey
- Hardballhock
- Inforoller
- World Roller Hockey Blog
- rink-hockey